# EXCITING SATURDAY (NACK5)
EXCITING SATURDAY（エキサイティング サタデー）はNACK5の番組。2001年4月に開局以来続いていたサタデー・オン・ザ・ウエーの終了をうけスタート。フリーアナウンサーの堀江ゆかりがパーソナリティを務める。

## 概要
この番組は約5時間の長時間番組で（スタート当初は8:00 - 11:00の3時間）、音楽、映画、お出かけなど多彩な情報が満載の番組である。また、番組内には豪華な顔ぶれがパーソナリティを務めるミニ番組もある。リスナーからのメッセージとリクエストを募集している（メッセージテーマはOPで発表される）。
2012年9月29日終了。

## 放送時間
- 毎週土曜日 7:00 - 11:55
（かつて放送時間が8:00 - 11:55、8:00 - 11:00だったことがあり時間拡大を続けている。）
  - 交通情報　7:20、8:08、8:55、9:20、10:15、11:25
  - 天気予報　7:22、8:10、8:57、9:22、10:17
  - ニュース　7:10、11:55（放送終了後）

## タイムテーブル
- 7:00　オープニング
- 7:06　NACK5 NEWS
- 7:20　NACK5 TRAFFIC
- 7:22　NACK5 WEATHER
- 7:40　コーナー番組「The Frontiers」（清水勇人さいたま市長）
- 8:08　NACK5 TRAFFIC
- 8:10　NACK5 WEATHER
- 8:40　彩の国トレたてMorning
- 8:55　NACK5 TRAFFIC
- 8:57　NACK5 WEATHER
- 9:10　TICKET　INFOMATION
- 9:20　NACK5 TRAFFIC
- 9:22　NACK5 WEATHER
- 9:30　コーナー番組「ALMA KAMINIITO　Sound Map」（アルマカミニイト ）
- 10:04　コーナー番組「ADVANCE　EARTH」（今井ちひろ)
- 10:15　NACK5 TRAFFIC
- 10:17　NACK5 WEATHER
- 10:20　コーナー番組「KAT-TUN 亀梨和也のHANG OUT」（亀梨和也）
- 11:05　コーナー番組「BE-MAX presents 稲川龍男 HAPPY SALON」（稲川龍男・南美希子）
  - 2012年6月2日スタート。BE-MAXシリーズのメディキューブがスポンサー。後々番組（「PUNCH de ドーヨゥ?〜遊びの王様〜」）放送途中の2013年5月25日で番組終了。
- 11:25　NACK5 TRAFFIC
- 11:40　ライオンズレポート（プロ野球春季キャンプ中・シーズン中のみ）
- 11:50　エンディング

## コーナー
- 彩の国トレたてMorning
JAさいたま提供。「暮らしのとなりが産地です。」をキャッチフレーズに、埼玉県の“今が旬”の農産物の紹介と、野菜の扱い方や簡単レシピなども紹介する。また、リスナーに野菜に関するクイズを出題している。
好きな野菜とその食べ方に関するメッセージの募集もしており、月最後のOAでそのメッセージを読んでいる。
過去にはリスナーから「食」や「農」に関する質問メールの募集を行っており、JAさいたま主催の作文コンクールで入賞した作文の朗読をしたこともある。
- ライオンズレポート
11:40頃 -  サタデー&サンデーライオンズのライオンズナビゲーター（レポーター）・吉野麻子（2005年～2011年度は千代綾香が、2012年度は工藤むつみ）がプロ野球球団の西武ライオンズの試合直前の最新情報を伝える。

## 終了コーナー
- ハイドラレポート（Happyだんばら）
- アーバンオアシス彩湖

埼玉県戸田市にある彩湖の情報を中心とした地域情報のコーナー。
- Stylish Shop

ファッション情報満載のコーナー。伊勢丹新宿店のイベント情報も紹介する。
- シネマスタイル

シネプレックス新座、シネプレックスわかば、シネプレック幸手がお薦めする映画を紹介する。
- 濡れ手で粟のコーナー

期間限定で復活していることもある。
- AEON WEEKEND STYLE

※2011年9月終了。
イオンの商品やイベントを紹介していた。イオンショッピングセンターの提供で、イオン北戸田ショッピングセンター（現・イオンモール北戸田）、イオン浦和美園ショッピングセンター（現・イオンモール浦和美園）、イオン与野ショッピングセンター（現・イオンモール与野）から中継することもあった。
- 漢那憲哉 PET & PETS!（11:30 - 11:55 漢那憲哉）
- 大村正樹 EXICITING RESEARCH（8:15 - 8:35 大村正樹）
- ファンファンサッカー（大野勢太郎）

現在は土曜6時-7時に独立
- Dream Navigation（9:30 - 10:00→独立→7:30 - 8:00 栗山英樹）

※2000年4月開始。いったん前時間帯（土曜7:00 - 8:00）の独立番組へ移動後、EXCITING SATURDAY内に再び内包、2010年4月から日曜朝6:00 - 7:00に放送時間を移動した（後にENJOY! THE SUNDAY内に移動）。
- F1 EXPRESS（鈴木亜久里→井出有治）

※2010年3月終了。予算の都合による休止。番組HPの更新は引き続き行なわれる。
- 矢部美穂のPremiumStyle（9:05 - 9:15 矢部美穂）

※2009年7月開始。2010年3月終了。
- INDY JAPAN RADIO

(毎年インディジャパン300の開催2か月ほど前から開催日まで放送される)
- - 2012年度はGOGOMONZの木曜日15:05-15:20で放送されたが、9月中の放送となった。（当初は10月11日まで放送する予定だった。）
- 相田翔子 SOUND STROLL（9:30 - 10:00 飯田圭織・加藤紀子→飯田圭織・相田翔子→相田翔子→相田翔子・飯田圭織）

※2005年4月開始。2011年9月終了。
- 放送大学 Manabees’Cafe（田中美里→ロザン）（期間限定の9時台前半の10分番組）

※2009年開始。毎年6～8月に放送されていた。
- 嵐・JUN STYLE（10:20 - 10:50 松本潤　嵐）

※2002年10月開始。2011年9月終了。最終回の1週前のOAは収録ではなく、堀江ゆかりとの生放送で行われた。
- OKINAWA LIFE ~楽園日和~（11:05-11:20）

※2010年10月2日開始。12月25日までこの枠を借りて放送していた。2011年1月1日以降は昼12:30-12:55へ移動して独立。

## その他
- 震災後の2011年3月12日、19日の放送は、メッセージテーマを設けず、フリーテーマでメッセージを募集した。
- 番組開始から、10年間1度も変更されていなかったが、番組開始11年目突入となる2011年4月よりリニューアルし、OPとEDのBGMが変わった。
- 2012年9月22日のEDで、9月29日の放送が最終回になることが発表された。